# Harold Hardman
Harold Payne Hardman (* 4. April 1882 in Kirkmanshulme; † 9. Juni 1965 in Sale) war ein englischer Fußballspieler und olympischer Goldmedaillengewinner von 1908.

## Sportlicher Werdegang
Der klein gewachsene Hardman erlernte das Fußballspielen während seiner Schulzeit an der Blackpool High School. Aufgrund seiner sehr schmächtigen Statur konzentrierte er sich beim Training auf seine Stärken, die in einer großen Schnelligkeit, Beweglichkeit und in guter Beinarbeit lagen. Er agierte zumeist auf der Position des linken Flügelspielers und war fortan als Amateurspieler unterwegs, obwohl er später auch für zahlreiche Profivereine agieren sollte.
Seine erste nennenswerte Station im Vereinsfußball sollte dann um die Jahrhundertwende der FC Blackpool sein. Der große Durchbruch erfolgte aber erst beim FC Everton, für den er ab 1903 spielte und im Jahr 1906 den ersten FA Cup in der Klubgeschichte erringen konnte. Er sollte damit nur einer von drei Amateurspielern im 20. Jahrhundert sein, dem der Gewinn dieser Trophäe gelang.
Zwei Jahre später gewann er mit der englischen Amateurnationalmannschaft für das Vereinigte Königreich die Goldmedaille beim olympischen Fußballturnier 1908 in London. Insgesamt kam er in dieser Auswahl auf sieben Amateurländerspiele, drei Olympiaauftritte und absolvierte darüber hinaus zwischen 1905 und 1908 vier Länderspiele für die englische Nationalmannschaft. Bemerkenswert war dabei vor allem sein einziges Tor für England im heimischen Goodison Park, als Irland am 16. Februar 1907 bei der British Home Championship mit 1:0 besiegt werden konnte. Hardman spielte später noch kurzzeitig für Manchester United, Bradford City und Stoke, wo er letztlich im Jahre 1913 seine aktive Laufbahn beendete.
Zur gleichen Zeit übernahm er eine Funktionärsposition bei Manchester United, die er bis 1931 und dann wieder ab 1934 ausübte. Neben seinem Engagement für Manchester, das bis zu seinem Tod im Alter von 83 Jahren andauerte, war er zudem ein Ratsmitglied der Football Association, sowie Schatzmeister und Vorsitzender des Fußballverbands in Lancashire („Lancashire Football Association“).

## Erfolge
- Olympischer Goldmedaillengewinner: 1908
- FA-Cup-Sieger: 1906